# 長葉簑蘚
長葉簑蘚（学名：Macromitrium rhacomitrioides）为木靈蘚科簑蘚屬下的一个种。

## 扩展阅读
- 維基物種上的相關：長葉簑蘚